# Sharp PC-3000
Sharp PC-3000 је био палмтоп представљен 1991. године.   „SPC“ је дизајнирао и развио Distributed Information Processing Research Ltd. („DIP“) у Великој Британији. DIP је раније дизајнирао Atari Portfolio и две машине су делиле многе дизајнерске карактеристике и покренуле исти MS-DOS клон назван DIP-DOS.

## Карактеристике
Као и код десктоп IBM рачунара, и на овом рачунару масе 0.45kg   приказано је 25 линија са 80 колона. 

### Периферне јединице
Овај уређај је био један од првих који је подржавао интерфејс PC картице, у то време познат као PCMCIA.
Међу подржаним периферним уређајима били су штампачи, флопи дискови, dial-up модеми, факс модеми.

### Системски софтвер
Избор су били MS-DOS 3.3 и Microsoft Windows 3.0 (покренут у реалном режиму помоћу миша). 

### Апликациони софтвер
Уређај је добио пакет уграђених апликација са једноставним процесором текста, калкулатором и 1-2-3 компатибилном табелом.
Уз одређена подешавања, било је могуће покренути и WordPerfect, Windows Word и Windows Excel.

## Sharp PC-3100
Израђен је модел и са 2MB: 3100.